# Onryza siamica
Onryza siamica is een vlinder uit de familie van de dikkopjes (Hesperiidae). De wetenschappelijke naam van de soort is voor het eerst geldig gepubliceerd in 1925 door Norman Denbigh Riley & Godfrey.